# Pilea obetiifolia
Pilea obetiifolia es una especie de planta del género Pilea, perteneciente a la familia Urticaceae.

## Taxonomía
Pilea obetiifolia fue descrita por Ellsworth Paine Killip en 1923.

## Distribución
Se encuentra en el territorio de Colombia y Ecuador.